# Ondenval

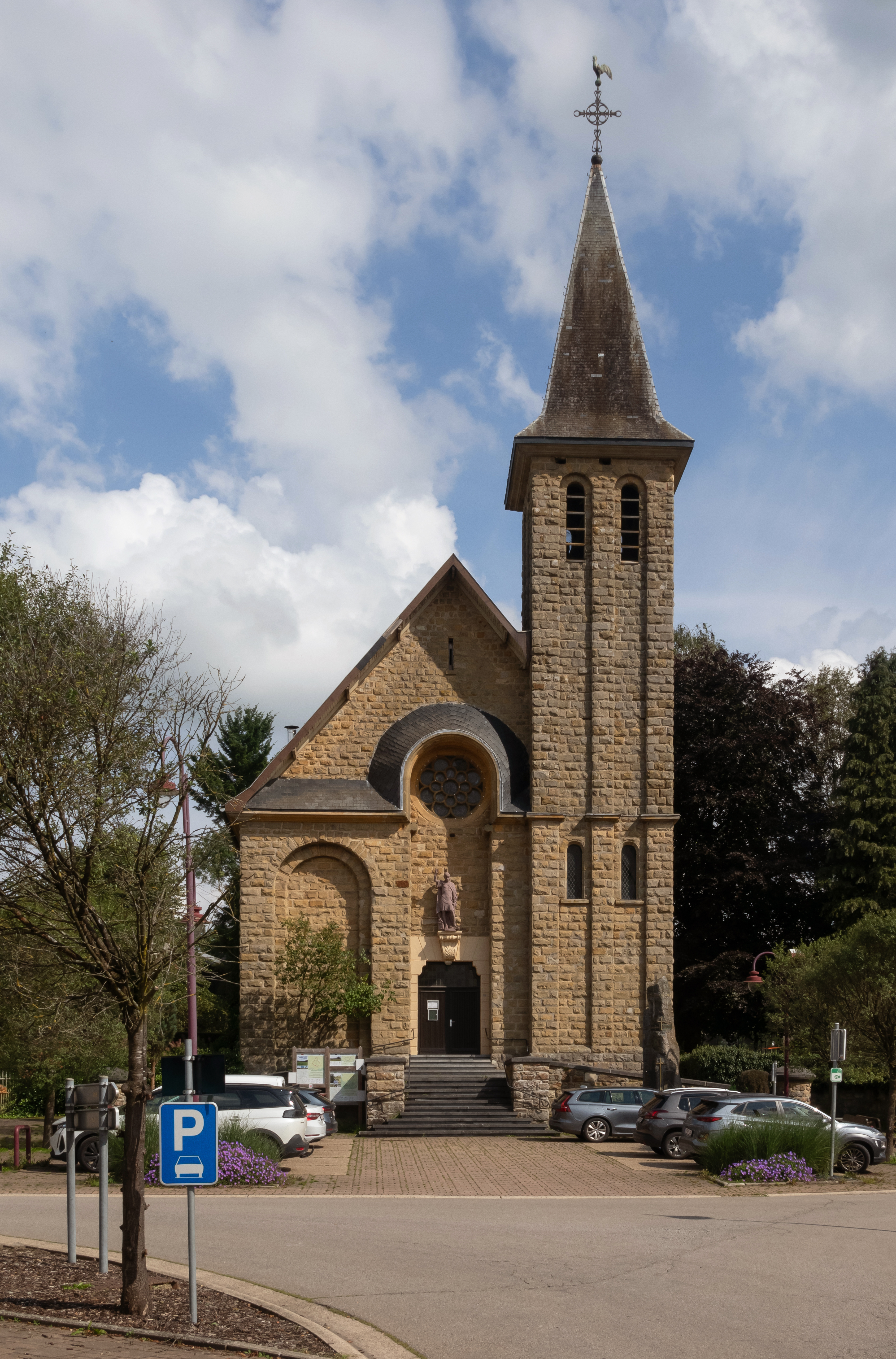
De Sint-Donaaskerk van Ondenval

Ondenval (Duits: Niedersteinbach (Eifel)) is een woonkern in deelgemeente Faymonville van de gemeente Weismes in de Belgische provincie Luik. Ondenval maakt deel uit van een faciliteitengemeente en is overwegend Franstalig, met een Duitstalige minderheid.
Deelgemeenten: Faymonville · Robertville · Weismes

Overige kernen: Bruyères · Champagne · Gueuzaine · Libomont · Ondenval · Outrewarche  · Ovifat · Remonval · Sourbrodt · Steinbach · Thirimont · Walk

Belgische gemeenten · arrondissement Verviers · provincie Luik · Wallonië